# Багариевые
Багариевые или горные сомы, или горносомиковые (лат. Sisoridae) — семейство лучепёрых рыб из отряда сомообразных.

## Распространение
Южная Азия и Юго-Восточная Азия. Обитают в пресных водоёмах от Турции и Сирии до южного Китая и Индонезии (Борнео). Встречаются в Непале. Большинство родов Glyptosterninae встречаются в Китае, за исключением Myersglanis.

## Описание
В основном мелкие виды, обитающие в горных реках; некоторые крупные представители достигают 2 м в длину. Имеют 4 пары усиков. Спинной плавник с шипом или без него; основание короткое. Жировой плавник имеется.
Древнейшим ископаемым представителем семейства Sisoridae является вид B. bagarius, обнаруженный в плиоценовых отложениях в Индии и на Суматре.

## Систематика
17 родов, 202 вида. По другим данным в составе семейства 25 родов и 267 видов. Семейство Sisoridae формирует кладу, в которую входят семейства Erethistidae и Aspredinidae. Несколько родов, ранее включаемых в Sisoridae в 1996 году были выделены в семейство Erethistidae, но уже в 2007 году было предложено вернуть их обратно. Выделяют 2 подсемейства:
- Подсемейство Sisorinae (сизорины)[2]
  - Род Ayarnangra Roberts, 2001
  - Род Bagarius Bleeker, 1854
  - Род Gagata
  - Род Gogangra
  - Род Nangra
  - Род Sisor
- Подсемейство Glyptosterninae (глиптостерновые)[2]
  - Род Glyptothorax
  - Род Euchiloglanis
  - Род Exostoma
  - Род Glaridoglanis
  - Род Glyptosternon
  - Род Myersglanis
  - Род Oreoglanis
  - Род Parachiloglanis
  - Род Pareuchiloglanis
  - Род Pseudexostoma
  - Род Pseudecheneis